# Merw Futbol Kluby
Merw Futbol Kluby (Em inglês: Merv Football Club) é um clube de futebol do Turcomenistão com sede na cidade de Mary. A equipe disputa a principal divisão do futebol turcomano, o Campeonato Turcomeno de Futebol. 
Manda seus jogos no Mary Stadium.

## História
Em 1967-1969 e 1990-1991, a equipe foi jogada na Segunda Liga soviética.
O primeiro grande sucesso da Merw FK após o colapso da URSS - a final da Copa do Turcomenistão em 1993. Na final, perdeu para Köpetdag Aşgabat com uma pontuação de 0: 4. Um ano depois, o time se tornou o vencedor do bronze da Liga Ýokary de 1994 e participou da rodada preliminar da temporada 1994/95 da Taça dos Vencedores da Copa Asiática. Os próximos 10 anos não foram marcados por progressos significativos, mas em 2004 a Merw fK tornou-se um dos clubes de futebol mais fortes do Turcomenistão. Merw FK, pela segunda vez, ganhou a medalha de bronze da Ýokary Liga 2004 e, em 2005, a Copa do Turcomenistão. O seu oponente na final da Copa do Turcomenistão foi o Köpetdag Aşgabat (1-1; aet, 3-1 canetas). Em 2006, o time pela segunda vez entrou na arena internacional participando da Copa da AFC de 2006 e perdeu para as equipes Dempo SC (2: 2, 1: 6) e Al-Nasr (0: 2, 1: 4). [2] [3]
Em 2007-2009, Merw FK três vezes consecutivas jogou nas finais da Copa do Turcomenistão - perdido para Şagadam FK em 2007 (0: 1), venceu em 2008 batendo o FC HTTU (2: 1), perdido em 2009 para FC Altyn Asyr (0: 3). Em 2008, o Merw venceu a Super Taça do Turcomenistão, conquistou o campeão do Ashgabat do Turquemenistão. Em 2009, Merw FK pela terceira vez ganhou a medalha de bronze na Liga Ýokary 2009. Em 2012, o clube tornou-se o vencedor da Prêmio de prata da Liga 2012.

## Conquistas
Ýokary Liga
Runners-up: 2012
Copa do Turcomenistão: 2
campeão em: 2005, 2008
Runners-up: 1993, 2007, 2009
Super Taça do Turcomenstão: 1
campeão em: 2008
Runners-up: 2005